# نوئل دو میل
نوئل دو میل (انگلیسی: Noël de Mille; ۲۹ نوامبر ۱۹۰۹ – ۶ مارس ۱۹۹۵) قایقران روئینگ اهل کانادا بود.